# European Voluntary Service
European Voluntary Service (EVS) (Europæisk Frivilligheds Service) er et Europa-Kommissionsprojekt, der gør det muligt for unge (17-30 år) at blive frivillig i et andet land i en fastsat periode, normalt mellem 2 og 12 måneder. Ordningen kan eksempelvis inkluderer miljø, kunst og kultur, aktiviteter med børn, unge mennesker eller ældre, kultur eller sport og fritidsaktiviteter. Hvert projekt har tre partnere; den frivillige, afsenderorganisationen og værtsorganisationen. Projektet skal foregå i et andet land en der, hvor den frivillige bor, og det er non-profit ubetalt arbejde, der er begrænset til maksimalt 12 måneder.
Et af landene, som er involveret i projektet, skal være en del af Den Europæiske Union eller udvidelse af samme.
I Danmark inkluderer nogle af de organisationer, som er involveret i projektet spillestedet Gimle, frilandsmuseet Middelaldercentret, Odsherred Teater, akvariet Kattegatcentret, Sankt Petri Kirke, Viby Kirke, Europæisk Ungdom i København, Ringkøbing-Skjern Museum, Gymnastikhøjskolen i Ollerup og en række ungdomsskoler.